# Patinação de velocidade nos Jogos Olímpicos de Inverno de 2022 - Largada coletiva feminina
A prova da largada coletiva feminina da patinação de velocidade nos Jogos Olímpicos de Inverno de 2022 ocorreu no Oval Nacional de Patinação de Velocidade, de Pequim, a 19 de fevereiro.
Irene Schouten, dos Países Baixos, venceu o evento e obteve a sua terceira medalha de ouro e a quarta medalha geral nos Jogos. Ivanie Blondin, do Canadá, ganhou sua primeira medalha olímpica individual, a prata. Francesca Lollobrigida, da Itália, conquistou a medalha de bronze.

## Medalhistas
| Ouro   | NED Irene Schouten         |
| Prata  | CAN Ivanie Blondin         |
| Bronze | ITA Francesca Lollobrigida |

## Resultados

### Semifinais
As semifinais foram disputadas a partir das 15:45 locais:
| Pos. | Bateria | Atleta                   | CON                 | Voltas | Pontos | Pontos | Pontos | Pontos | Pontos | Tempo    | Notas |
| Pos. | Bateria | Atleta                   | CON                 | Voltas | S1     | S2     | S3     | S4     | Total  | Tempo    | Notas |
| ---- | ------- | ------------------------ | ------------------- | ------ | ------ | ------ | ------ | ------ | ------ | -------- | ----- |
| 1    | 1       | Ivanie Blondin           | CAN Canadá          | 16     | 2      |        | 3      | 60     | 65     | 8:28.68  | Q     |
| 2    | 1       | Ayano Sato               | JPN Japão           | 16     |        |        |        | 40     | 40     | 8:28.77  | Q     |
| 3    | 1       | Li Qishi                 | CHN China           | 16     | 3      |        |        | 20     | 23     | 8:29.01  | Q     |
| 4    | 1       | Mia Kilburg              | USA Estados Unidos  | 16     |        |        |        | 10     | 10     | 8:29.93  | Q     |
| 5    | 1       | Marijke Groenewoud       | NED Países Baixos   | 16     |        | 3      |        | 6      | 9      | 8:30.92  | Q     |
| 6    | 1       | Magdalena Czyszczoń      | POL Polônia         | 16     |        | 2      | 2      |        | 4      | 8:31.77  | Q     |
| 7    | 1       | Claudia Pechstein        | GER Alemanha        | 16     |        |        |        | 3      | 3      | 8:30.99  | Q     |
| 8    | 1       | Maryna Zuyeva            | BLR Bielorrússia    | 16     |        | 1      | 1      |        | 2      | 8:31.54  | Q     |
| 9    | 1       | Elizaveta Golubeva       | ROC                 | 16     | 1      |        |        |        | 1      | 8:53.99  | ADV   |
| 10   | 1       | Nadja Wenger             | SUI Suíça           | 16     |        |        |        |        | 0      | 8:31.50  |       |
| 11   | 1       | Laura Gómez              | COL Colômbia        | 16     |        |        |        |        | 0      | 8:31.66  |       |
| 12   | 1       | Sofie Karoline Haugen    | NOR Noruega         | 16     |        |        |        |        | 0      | 8:33.77  |       |
| 13   | 1       | Park Ji-woo              | KOR Coreia do Sul   | 16     |        |        |        |        | 0      | 8:53.64  |       |
| 14   | 1       | María Victoria Rodríguez | ARG Argentina       | 9      |        |        |        |        | 0      | 5:24.53  |       |
| 1    | 2       | Francesca Lollobrigida   | ITA Itália          | 16     | 2      |        |        | 60     | 62     | 8:34.19  | Q     |
| 2    | 2       | Kim Bo-reum              | KOR Coreia do Sul   | 16     |        |        |        | 40     | 40     | 8:34.23  | Q     |
| 3    | 2       | Guo Dan                  | CHN China           | 16     |        | 1      |        | 20     | 21     | 8:34.39  | Q     |
| 4    | 2       | Irene Schouten           | NED Países Baixos   | 16     | 3      |        |        | 10     | 13     | 8:34.43  | Q     |
| 5    | 2       | Karolina Bosiek          | POL Polônia         | 16     |        |        |        | 6      | 6      | 8:34.442 | Q     |
| 6    | 2       | Giorgia Birkeland        | USA Estados Unidos  | 16     |        |        |        | 3      | 3      | 8:34.446 | Q     |
| 7    | 2       | Valérie Maltais          | CAN Canadá          | 16     |        | 3      |        |        | 3      | 8:35.47  | Q     |
| 8    | 2       | Nadezhda Morozova        | KAZ Cazaquistão     | 16     |        |        | 3      |        | 3      | 8:42.23  | Q     |
| 9    | 2       | Yauheniya Varabyova      | BLR Bielorrússia    | 16     |        |        | 2      |        | 2      | 8:43.65  |       |
| 10   | 2       | Elena Sokhryakova        | ROC                 | 16     | 1      |        | 1      |        | 2      | 8:45.00  |       |
| 11   | 2       | Michelle Uhrig           | GER Alemanha        | 16     |        | 2      |        |        | 2      | 9:02.52  |       |
| 12   | 2       | Sandrine Tas             | BEL Bélgica         | 16     |        |        |        |        | 0      | 8:37.77  |       |
| 13   | 2       | Marit Fjellanger Bøhm    | NOR Noruega         | 16     |        |        |        |        | 0      | 8:42.28  |       |
| 14   | 2       | Nana Takagi              | JPN Japão           | 16     |        |        |        |        | 0      | 9:10.03  |       |
| 99   | 2       | Nikola Zdráhalová        | CZE República Checa | DNS    | DNS    | DNS    | DNS    | DNS    | DNS    | DNS      |       |

### Final
A final foi disputada a partir das 17:00 locais:
| Pos.              | Atleta                 | CON                | Voltas | Pontos | Pontos | Pontos | Pontos | Pontos | Tempo   |
| Pos.              | Atleta                 | CON                | Voltas | S1     | S2     | S3     | S4     | Total  | Tempo   |
| ----------------- | ---------------------- | ------------------ | ------ | ------ | ------ | ------ | ------ | ------ | ------- |
| Medalha de ouro   | Irene Schouten         | NED Países Baixos  | 16     |        |        |        | 60     | 60     | 8:14.73 |
| Medalha de prata  | Ivanie Blondin         | CAN Canadá         | 16     |        |        |        | 40     | 40     | 8:14.79 |
| Medalha de bronze | Francesca Lollobrigida | ITA Itália         | 16     |        |        |        | 20     | 20     | 8:14.98 |
| 4                 | Mia Kilburg            | USA Estados Unidos | 16     |        |        |        | 10     | 10     | 8:16.15 |
| 5                 | Kim Bo-reum            | KOR Coreia do Sul  | 16     |        |        |        | 6      | 6      | 8:16.81 |
| 6                 | Valérie Maltais        | CAN Canadá         | 16     | 3      | 3      |        |        | 6      | 8:20.46 |
| 7                 | Maryna Zuyeva          | BLR Bielorrússia   | 16     | 2      |        | 2      |        | 4      | 8:20.10 |
| 8                 | Ayano Sato             | JPN Japão          | 16     |        |        |        | 3      | 3      | 8:16.94 |
| 9                 | Claudia Pechstein      | GER Alemanha       | 16     |        |        | 3      |        | 3      | 8:25.78 |
| 10                | Magdalena Czyszczoń    | POL Polônia        | 16     | 1      |        | 1      |        | 2      | 8:21.07 |
| 11                | Marijke Groenewoud     | NED Países Baixos  | 16     |        | 1      |        |        | 1      | 9:12.86 |
| 12                | Giorgia Birkeland      | USA Estados Unidos | 16     |        |        |        |        | 0      | 8:18.10 |
| 13                | Guo Dan                | CHN China          | 16     |        |        |        |        | 0      | 8:18.61 |
| 14                | Nadezhda Morozova      | KAZ Cazaquistão    | 16     |        |        |        |        | 0      | 8:21.05 |
| 15                | Elizaveta Golubeva     | ROC                | 15     |        |        |        |        | 0      | 7:50.24 |
| 16                | Karolina Bosiek        | POL Polônia        | 0      |        |        |        |        | DSQ    | DSQ     |
| 16                | Li Qishi               | CHN China          | 0      |        | 2      |        |        | DSQ    | DSQ     |

Legenda
| Recorde mundial      | Recorde mundial (World record)               |                       | Recorde africano                      | Recorde africano (African) |                                           | Q | Classificado por posição (Qualified) |
| Recorde olímpico     | Recorde olímpico (Olympic record)            | Recorde da América    | Recorde da América (Americas)         | q                          | Classificado por melhor tempo (Qualified) |   |                                      |
| Melhor marca do ano  | Melhor marca do ano (World leading)          | Recorde asiático      | Recorde asiático (Asian)              | DNS                        | Não largou (Did not start)                |   |                                      |
| Recorde nacional     | Recorde nacional (National record)           | Recorde europeu       | Recorde europeu (European)            | DNF                        | Não terminou (Did not finish)             |   |                                      |
| Recorde pessoal      | Recorde pessoal do atleta (Personal best)    | Recorde da Oceania    | Recorde da Oceania (Oceania)          | DSQ / DQ                   | Desclassificado (Disqualified)            |   |                                      |
| Recorde da temporada | Recorde da temporada do atleta (Season best) | Recorde sul-americano | Recorde sul-americano (South America) | NM                         | Sem marca (No mark)                       |   |                                      |

### Patinação de velocidade
| Recorde de pista | Recorde da pista (Track record)               |  |  |
| QA               | Classificado para a final A                   |  |  |
| QB               | Classificado para a final B                   |  |  |
| ADV              | Classificado após decisão arbitral (Advanced) |  |  |
| PEN              | Pênalti                                       |  |  |
| YC               | Cartão amarelo (Yellow Card)                  |  |  |